# Tipsport Hockey Cup 2008
Tipsport Hockey Cup 2008 je hokejový turnaj konající se v roce 2008. Titul získala poprvé ve své historii HC Kometa Brno a zároveň se stala prvním týmem z 1. hokejové ligy, který jej dokázal vyhrát. Ve finále porazila Znojemské Orly 5:4.

## Skupiny

### Skupina A
| Poř. | Tým                     | Z | V | VP | PP | P | VG | OG | B |
| ---- | ----------------------- | - | - | -- | -- | - | -- | -- | - |
| 1.   | HC Energie Karlovy Vary | 4 | 2 | 1  | 0  | 1 | 12 | 5  | 9 |
| 2.   | KLH Chomutov            | 4 | 2 | 0  | 0  | 2 | 8  | 6  | 6 |
| 3.   | HC Slovan Ústečtí Lvi   | 4 | 1 | 1  | 1  | 1 | 12 | 11 | 6 |
| 4.   | HC GEUS OKNA Kladno     | 4 | 1 | 1  | 0  | 2 | 7  | 14 | 5 |
| 5.   | HC Litvínov             | 4 | 1 | 0  | 1  | 2 | 10 | 13 | 4 |

### Skupina B
| Poř. | Tým                    | Z | V | VP | PP | P | VG | OG | B  |
| ---- | ---------------------- | - | - | -- | -- | - | -- | -- | -- |
| 1.   | HC Znojemští Orli      | 4 | 4 | 0  | 0  | 0 | 10 | 5  | 12 |
| 2.   | HC Mountfield          | 4 | 2 | 0  | 0  | 2 | 13 | 9  | 6  |
| 3.   | HC Lasselsberger Plzeň | 4 | 2 | 0  | 0  | 2 | 13 | 10 | 6  |
| 4.   | HC Slavia Praha        | 4 | 1 | 0  | 0  | 3 | 9  | 12 | 3  |
| 5.   | HC Vrchlabí            | 4 | 1 | 0  | 0  | 3 | 7  | 16 | 3  |

### Skupina C
| Poř. | Tým                    | Z | V | VP | PP | P | VG | OG | B  |
| ---- | ---------------------- | - | - | -- | -- | - | -- | -- | -- |
| 1.   | BK Mladá Boleslav      | 4 | 4 | 0  | 0  | 0 | 16 | 5  | 12 |
| 2.   | Bílí Tygři Liberec     | 4 | 2 | 0  | 0  | 2 | 12 | 8  | 6  |
| 3.   | HC Sparta Praha        | 4 | 2 | 0  | 0  | 2 | 10 | 8  | 6  |
| 4.   | HC Moeller Pardubice   | 4 | 2 | 0  | 0  | 2 | 11 | 10 | 6  |
| 5.   | HC VCES Hradec Králové | 4 | 0 | 0  | 0  | 4 | 5  | 23 | 0  |

### Skupina D
| Poř. | Tým                | Z | V | VP | PP | P | VG | OG | B |
| ---- | ------------------ | - | - | -- | -- | - | -- | -- | - |
| 1.   | HC Kometa Brno     | 4 | 2 | 1  | 0  | 1 | 16 | 16 | 8 |
| 2.   | HC Olomouc         | 4 | 2 | 0  | 1  | 1 | 12 | 11 | 7 |
| 3.   | HC Oceláři Třinec  | 4 | 2 | 0  | 0  | 2 | 11 | 8  | 6 |
| 4.   | HC Vítkovice Steel | 4 | 2 | 0  | 0  | 2 | 13 | 13 | 6 |
| 5.   | RI Okna Zlín       | 4 | 1 | 0  | 0  | 3 | 8  | 12 | 3 |

## Vyřazovací část

### Semifinále
| 27. srpen 2008 | BK Mladá Boleslav | 0:2 | HC Kometa Brno | Zlatopramen Arena, Mladá Boleslav |
|                | BK Mladá Boleslav |     | HC Kometa Brno |                                   |

| Souhrn zápasu | Souhrn zápasu | Souhrn zápasu | Souhrn zápasu | Souhrn zápasu                                            |
| ------------- | ------------- | ------------- | ------------- | -------------------------------------------------------- |
|               |               |               |               | Diváků: 2300 Rozhodčí: Jan Hribik - Milan Kis, Jan Čížek |

| 28. srpen 2008 | HC Energie Karlovy Vary | 2:3 | HC Znojemští Orli | Zimní stadion Karlovy Vary, Karlovy Vary |
|                | HC Energie Karlovy Vary |     | HC Znojemští Orli |                                          |

| Souhrn zápasu | Souhrn zápasu | Souhrn zápasu | Souhrn zápasu | Souhrn zápasu                                                         |
| ------------- | ------------- | ------------- | ------------- | --------------------------------------------------------------------- |
|               |               |               |               | Diváků: 1850 Rozhodčí: Antonín Jeřábek - Václav Guth, Radovan Křivský |

### Finále
| 28. srpen 2008 | HC Znojemští Orli | 4:5 | HC Kometa Brno | Hostan Arena, Znojmo |
|                | HC Znojemští Orli |     | HC Kometa Brno |                      |

| Souhrn zápasu | Souhrn zápasu | Souhrn zápasu | Souhrn zápasu | Souhrn zápasu                                                       |
| ------------- | ------------- | ------------- | ------------- | ------------------------------------------------------------------- |
|               |               |               |               | Diváků: 5500 Rozhodčí: Radek Husička - Jaromír Bryška, Luboš Chytil |

## Nejlepší
| pozice | Jméno           | Tým               | PU | Branky | Asis. | Body |
| ------ | --------------- | ----------------- | -- | ------ | ----- | ---- |
| 1.     | Jiří Dopita     | HC Znojemští Orli | 5  | 4      | 2     | 6    |
| 2.     | Roman Erat      | HC Znojemští Orli | 6  | 2      | 4     | 6    |
| 3.     | Michal Černý    | HC Kometa Brno    | 6  | 3      | 2     | 5    |
| 4.     | Milan Kostourek | HC Kometa Brno    | 6  | 1      | 4     | 5    |
| 5.     | David Květoň    | HC Oceláři Třinec | 4  | 4      | 0     | 4    |